# Konioria andrychoviensis
Konioria andrychoviensis – kopalna roślina z okresu dolnego dewonu klasyfikowana w podgrupie wymarłych zosterofilofitów (Zosterophyllophytina). Skamieniałości Konioria andrychoviensis odkryto w paśmie Beskidu Małego na terenie gminy Andrychów, skąd nazwa gatunkowa rośliny. Pierwsza wzmianka na temat tej kopalnej rośliny pojawiła się w roku 1982 w publikacji dr hab. Danuty Zdebskiej, zmieniając ówczesne poglądy na temat zosterofilofitów. Obecnie żyjącymi przedstawicielami podgromady widłaków Lycophytina, do której należy Konioria, są: widłakowce, widliczkowce oraz porybliny.

## Systematyka
Królestwo rośliny, podkrólestwo rośliny naczyniowe, gromada: rośliny telomowe, podgromada: widłakowe, klasa: †zosterofilofity (Zosterophyllopsida), rząd: †Sawdoniales, rodzina: †Sawdoniaceae, rodzaj: †Konioria, gatunek: †Konioria andrychoviensis. Klasa wymarłych zosterofilofitów wraz z klasą widłaków jednozarodnikowych (Lycopodiopsida) jak również klasą widłaków różnozarodnikowych (Isoëtopsida), w obrębie której znajduje się rząd widliczkowców (Selaginellales) oraz rząd poryblinowców (Isoetales), tworzą podgromadę roślin widłakowych, w której żyjącymi przedstawicielami są widłaki, widliczki oraz porybliny.

## Filogeneza
Rośliny kopalne z rodzaju Konioria pochodzą z okresu dolnego (wczesnego) dewonu. W późniejszym okresie (pod koniec dewonu) zaczęły ustępować miejsca grupie widłaków jednozarodnikowych i różnozarodnikowych (o zarodnikach zróżnicowanych na mikrospory i makrospory). W następnej epoce geologicznej, karbonie, widłaki różnozarodnikowe wykształciły formy drzewiaste, takie jak dochodzące do 30-40 metrów wysokości lepidodendrony i sygilarie, które zdominowały zbiorowiska roślinne w tym klasę zosterofilofitów i stały się głównym składnikiem karbońskich lasów, z których powstały najbogatsze złoża węgla kamiennego. Większość gatunków widłakowych wymarła pod koniec ery paleozoicznej.